# Ясногород
Ясно́город (колишня назва Ясногрод) — село в Україні, у Житомирському районі Житомирської області. Входить до складу Романівської селищної громади. Населення становить 304 особи.

## Географія
Селом протікає річка Лісова.

## Сучасний стан
В селі діють:
- Сільська рада
- ЗОШ І-ІІІ ст.
- ФАП
- Відділення зв'язку
- ПСП «Ясногородське»
- Сільський Клуб

## Історія
Станом на 1885 рік у колишньому власницькому селі Чуднівської волості Житомирського повіту Волинської губернії мешкало 275 осіб, налічувалось 48 дворових господарств, існували православна церква та постоялий будинок.
За переписом 1897 року кількість мешканців зросла до 634 осіб (332 чоловічої статі та 302 — жіночої), з яких 592 — православної віри.
У 1906 році село Чуднівської волості Житомирського повіту Волинської губернії. Відстань від повітового міста 50 верст, від волості 15. Дворів 101, мешканців 293.
З 1917 — у складі УНР. З 1922 — стабільний комуністичний режим. Наприкінці 1920-тих влада почала терор проти незалежних господарників, а весною 1932 вдалася до масових убивств голодом. Загинули переважно діти та літні люди — як польської, так і української національності.
Село постраждало внаслідок геноциду українського народу, проведеного окупаційним урядом СРСР 1932—1933 та 1946—1947.
До 2020 року орган місцевого самоврядування — Ясногородська сільська рада.

## Люди
В селі народився Добржанський Віктор Михайлович (1907-1964) — український живописець.